# Bergknappweiher
Der Bergknappweiher ist ein künstliches Gewässer in der Gemeinde Wielenbach in Oberbayern. Der See wird durch Gräben gespeist, die auch mit dem Nußberger Weiher in Verbindung stehen. Er entwässert in Richtung Ammersee über den Grünbach.
Das Gewässer ist mit Karpfen besetzt.